# Chaloenus westwoodi
Chaloenus westwoodi es un coleóptero de la familia Chrysomelidae.
Fue descrita científicamente en 1875 por Chapuis.